# Marie Adolphe Carnot

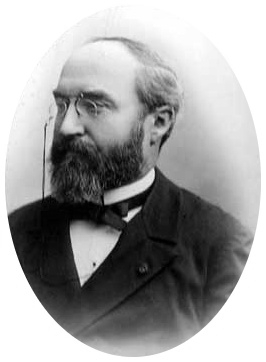
Marie Adolphe Carnot

Marie Adolphe Carnot (* 27. Januar 1839 in Paris; † 20. Juni 1920 ebenda) war ein französischer Chemiker, Bergbauingenieur und Politiker. Er stammte aus einer angesehenen Familie: sein Vater, Hippolyte Carnot, und sein Bruder, Marie François Sadi Carnot, waren Politiker, Marie François wurde Präsident der Dritten Französischen Republik.

## Leben
Marie Adolphe Carnot wurde in Paris geboren und war Absolvent der École polytechnique im Jahre 1860. Nach dem Abschluss ging er nach einer Periode als Ingenieur in Limoges an die École des Mines, wo er im Jahre 1868 zum Professor berufen wurde. Ab 1881 war er Chef-Mineningenieur, und von 1894 an Generalmineninspektor. Im Jahre 1901 wurde er Dekan an der École des Mines, welche er bis 1907 leitete. Abgesehen von der administrativen Arbeit und der Ausbildung vieler Ingenieure, schrieb er auch eine Abhandlung über die chemische Analyse von Mineralien (Traité d'analyse des Stoffe minérales, 1898) und forschte. Er entdeckte Wismutmineralien im Département Corrèze in der Region Limousin. Außerdem war er einer der ersten, die Karten über die Bodenbeschaffenheit für die Landwirtschaft anfertigten. Er forschte zudem über die Bestimmung von Fluor in Phosphaten und analysierte Mineralwässer.
Im Jahre 1899 entdeckten die beiden französischen Bergbauingenieure Charles Friedel und Edouard Cumenge in der Rajah-Mine in Colorado ein uranhaltiges, radioaktives Mineral, das Carnot als erster analysierte, und das deshalb später ihm zu Ehren den Namen Carnotit erhielt. Er wurde für diese Entdeckung mit der Mitgliedschaft in der Akademie der Landwirtschaft und der französischen Académie des sciences geehrt und wurde Kommandeur der Ehrenlegion. Gleichzeitig verfolgte er eine politische Karriere. 1898 war er Mitglied im Conseil général de la Charente. Dessen Vorsitz übernahm er von 1902 bis 1908 als Vorsitzender der Alliance Démocratique.